# 角谷隆
角谷 隆（かどや たかし、1939年 - 2022年3月）は、三重県出身の元アマチュア野球選手（投手）。

## 来歴・人物
宇治山田高等学校ではエースとして活躍。1955年秋季中部大会県予選決勝で宇治山田商工の中村稔と投げ合い完封勝ち。しかし中部大会準決勝で県岐阜商の田中和男に抑えられ甲子園出場を逸する。翌1956年夏の甲子園県予選は準決勝で四日市高に敗退。1957年夏は三岐大会に進むが、準決勝でエース河村保彦を擁する多治見工に敗れた。
慶應義塾大学に進学。東京六大学野球リーグでは立大、早大の後塵を拝し優勝には届かなかった。早大と優勝を争った1960年秋季リーグの早慶六連戦では5試合に登板、早慶戦の2回戦では勝利投手となる。優勝決定戦は全3試合とも先発として起用され、早大の安藤元博と投手戦を繰り広げるが、3試合目に打ち込まれ優勝はならなかった。リーグ通算30試合14勝4敗、防御率1.31、奪三振68。大学同期に清沢忠彦、三浦清（日本石油－大昭和製紙）、丹羽弘（全鐘紡）の3投手、遊撃手の安藤統男らがいる。
大学卒業後は社会人野球の日本ビールに進む。1962年の都市対抗では、1回戦で電電近畿と対決。小川健太郎（立正佼成会から補強）が延長10回まで無失点に抑え、五代友和のワンポイントリリーフから角谷に継投。電電近畿は先発したエース永易将之が好投し、ともに無得点のまま進む。大会史上最長記録の延長22回、太田誠（電電東京から補強）が永易からサヨナラ本塁打を放つ。0-1でこの熱戦を制して勝利投手となった。この大会は準々決勝で日本通運名古屋に敗退。これも含め都市対抗に5回出場。1966年の産業対抗では準決勝に進むが、電気化学に惜敗した。1967年の都市対抗では電電東海から当時の最多タイ記録となる5連続三振を奪う。